# アーネスト・メディナ
アーネスト・ルー・メディナ（Ernest Lou Medina 1936年8月27日 - 2018年5月8日）は、アメリカ合衆国の軍人。ソンミ村虐殺事件を引き起こしたアメリカ陸軍第23歩兵師団第11軽歩兵旅団第20歩兵連隊第1大隊C中隊の事件当時の中隊長であった。彼自身も虐殺に関与した容疑で軍法会議に掛けられていたが、1971年に無罪が言い渡された。最終階級は歩兵大尉。

## 略歴
1936年、ニューメキシコ州スプリンガーにてチカーノ（メキシコ系アメリカ人二世）として生まれる。下士官時代には「タフで腕利きの兵隊」(tough, able soldier)と呼ばれ、その後ジョージア州フォート・ベニングの陸軍士官候補生学校(Officer Candidate School)を200人中第4位の席次で卒業した。

## 軍法会議
1970年、ソンミ村虐殺事件におけるメディナの行動に関してウィリアム・レイ・ピアズ中将を代表とする調査委員会が設置された。調査委員会は次のような報告を行った。
- メディナは部下に対して、「ソンミ村の住民にベトコン及びそのシンパが紛れ込んでいるかもしれない」と伝えた。
- これが原因となり、彼の部下は集落で武装した戦闘員に遭遇するものと信じこみ、結果として非武装の非戦闘員に対する虐殺が引き起こされた。
- 彼はソンミ村における不当な作戦行動を計画し、命じ、実行した。彼の中隊は住居を焼き払い、家畜を殺し、作物及び食料を略奪・破壊し、井戸を埋め、暗黙的にすべての住民の殺傷を命じた。
- 恐らく彼自身も最大で3人の非戦闘員を直接殺害した。
- ソンミ村における虐殺に関する情報の統制を行った。

1971年、メディナは部下の非戦闘員殺傷を指示あるいは推奨した容疑で軍法会議に掛けられた。メディナは全ての容疑を否認し、自分は非戦闘員の殺傷を命じた事は無いと主張した。またフランシス・リー・ベイリー率いるメディナ側弁護団もメディナの部下は自らの意志で虐殺を行ったのであり、メディナの命令によるものではないと主張したのである。メディナはまた、全てが手遅れになるまでソンミ村に展開した部隊が統制を失っていた事に気づいていなかったと証言した。
自らがソンミ村で非戦闘員を殺傷したという容疑についてもメディナは強く否定した。ただし、2人のアメリカ兵によって発見された側溝に隠れていた若い女性の殺害については認めている。その女性が両手を上げて現れた時、メディナはその女性を射殺したという。この件について、メディナはその女性が手榴弾を隠し持っているものと考えたと主張した。ベイリー及び弁護団はこれに関連して、ベトナム戦争中にベトコン及びそのシンパが降伏を装ってアメリカ兵に接近し、隠し持った手榴弾やピストルでアメリカ兵を殺傷した多くのケースを提示した。
1971年、最終的にメディナに掛けられていた500名以上のベトナム人に対する虐殺の容疑全てについて無罪判決が下された。この裁判の審議にはおよそ60分が費やされたという。しかし、メディナはこの直後に陸軍を除隊した。
ソンミ村虐殺事件における実行犯として唯一有罪判決を受けたC中隊第1小隊長ウィリアム・カリー中尉は、自身及び部下の行動はいずれもメディナの命令に従った結果だったと主張し続けた。カリーはフォート・ベニングの宿舎にて3年半の軟禁生活を送った後、1974年に連邦裁判所の特赦を受けて釈放されている。

## 除隊後
陸軍を除隊した後、メディナはベイリーが所有するエンストーム・ヘリコプター・コーポレーションにて職を得た。以後はウィスコンシン州マリネットに暮らしていた。2018年5月8日、81歳で死去。